# 三盛公天主教堂
三盛公天主教堂位于内蒙古自治区巴彦淖尔市磴口县城，曾先后三次成为3个天主教教区的主教座堂。已列为内蒙古自治区文物保护单位。

## 历史
1883年，梵蒂冈教廷将蒙古教区分为三个教区，三盛公被定为西南蒙古教区的主教座堂，由比利时圣母圣心会负责。第一任主教德玉明（Deuos Ayons）去世后，第二任主教韩默理（Hamer）因二十四顷地（土默特右旗）教务兴盛，将主教座堂迁往二十四顷地。
1891年，韩默理主教主持建造三盛公教堂，设计者为荷兰籍神父兰广济。1893年教堂落成。教堂为哥特式，高10米，占地675平方米。顶部建有钟楼一座，高10米。堂中矗立着两排14根红漆高柱。
1922年，西南蒙古教区又分为绥远和宁夏两个教区，三盛公天主教堂又被定为宁夏教区的主教座堂。宁夏教区当时还包括陕北的三边（靖边县、定边县、安边镇）、内蒙的鄂托克、乌审、土默特、杭锦各旗。主教座堂附近有修女院、育婴院、诊所和小学。
因行政区划调整，三盛公天主教堂改为内蒙巴盟教区的主教座堂。
1966年文革开始，大教堂被关闭，钟楼被拆，铜钟不知去向，彩色玻璃被毁。随后改为工厂，附属建筑大部分被拆除。1982年，三盛公天主教堂恢复开放。

## 保护
三盛公天主教堂被磴口县定为文物保护单位。2006年9月4日，三盛公天主教堂由内蒙古自治区公布为第四批内蒙古自治区文物保护单位，编号4-190。